# Mariabasiliek van Licheń
De Mariabasiliek van Licheń (Pools: Bazylika Najświętszej Maryi Panny Licheńskiej) is gelegen in een dorp met de naam Licheń Stary op 10 kilometer van de Poolse plaats Konin. De basiliek is de grootste kerk van Polen en een belangrijke bedevaartskerk. Zij werd in de periode 1994-2004 gebouwd. Architect was Barbara Bielecka.

## Legende
Bij de Slag bij Leipzig (1813) raakte een van de soldaten, ene Tomasz Kłossowski, zeer ernstig gewond. Uit angst voor zijn naderende dood riep hij Maria aan om er zorg voor te dragen dat hij niet op vreemde bodem zou sterven. Maria verscheen aan hem, troostte hem en deelde hem mee dat hij zou herstellen en zou terugkeren naar zijn vaderland. Zij droeg hem op een afbeelding van haar te zoeken en die publiekelijk te tonen.
Na zijn genezing en terugkeer naar Licheń zocht hij op diverse plaatsen naar een geschikte afbeelding die hij uiteindelijk vond in Lgota. Na eerst in zijn huis gehangen te hebben, hing hij het portret uiteindelijk aan een oude dennenboom in het nabijgelegen bos.
In 1850 verscheen Maria in de buurt van het portret aan een herder. Zij droeg de herder op om de mensen eraan te herinneren om op zondag naar de kerk te gaan, de rozenkrans te bidden en haar portret op een meer gepaste plaats op te hangen. Ze beloofde de herder dat iedereen die zich aan haar wensen zou houden behoed zou blijven voor de dood, die een gevolg zou kunnen zijn van een naderende epidemie. Ook voorspelde zij de bouw van de basiliek, van waaruit haar glorie zou stralen.
Toen de herder het verhaal in het dorp vertelde, werd hij vervolgd en vastgezet, omdat mensen hem niet wilden geloven. Toen twee jaar later een cholera-epidemie uitbrak, trokken de mensen massaal naar het portret, waarbij vele wonderbaarlijke genezingen plaatsvonden. Een speciaal bisschoppelijk comité besloot het portret op te hangen in de parochiekerk, waarna deze een bedevaartsplaats werd.

## De basiliek

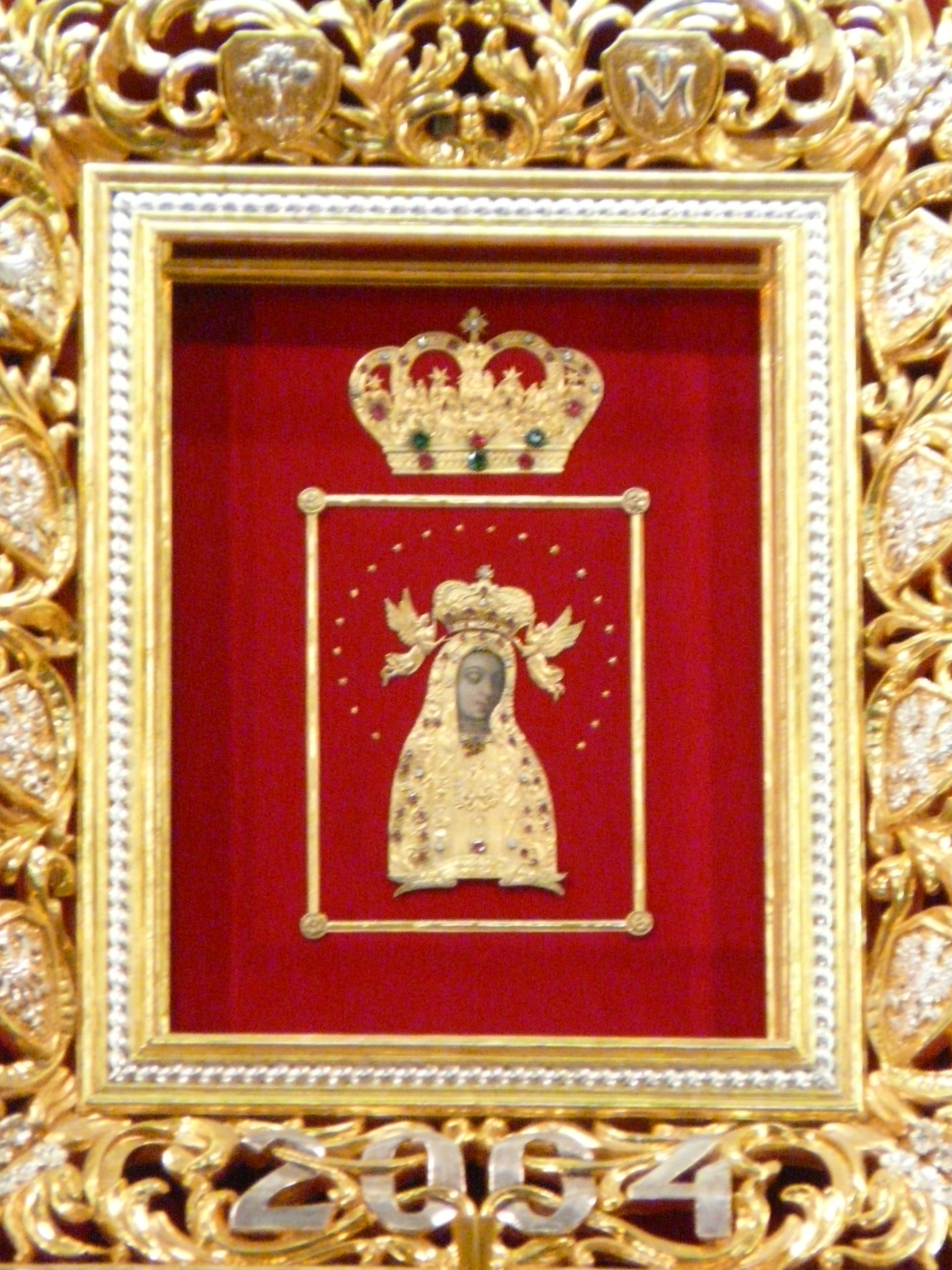
Onze-Lieve-Vrouw van Smarten

De oorspronkelijke parochiekerk werd in de Tweede Wereldoorlog gebruikt door de Hitlerjugend. Het Mariaportret was toen echter al verwijderd en verborgen. Ondanks het naoorlogse communistische regime slaagde de Kerk erin de bedevaartsplaats in stand te houden. Vanwege de vele giften van de naar schatting een miljoen pelgrims per jaar werd na de communistische periode besloten een waardige basiliek te bouwen ter ere van de geboorte van Christus.
De basiliek heeft een lengte van 102 meter, is 77 meter breed en heeft met zijn 141,5 meter hoge toren een van de hoogste kerktorens in Europa. Hij werd gebouwd in de vorm van een kruis, bekroond door een centrale koepel. Voor de ingang van kerk bevindt zich een trap met 33 treden, die symbool staan voor de 33 jaren die Jezus oud werd.
Op 25 februari 2005 werd de basiliek door paus Johannes Paulus II tot basilica minor verheven, waarmee de speciale plaats van deze kerk binnen het geloof bevestigd werd.
Centraal punt in de kerk is het hoogaltaar waar zich de icoon van de Onze-Lieve-Vrouw van Smarten bevindt. Deze icoon zou dateren uit 1772 en toont de maagd Maria, met op haar gouden mantel allerlei symbolen die refereren aan het lijden van Christus: doornen, een speer, spijkers et cetera. Op het onderschrift staat onder meer te lezen, dat het hier ‘Maria, koningin van Polen’ betreft.